# Brad Gobright
Brad Gobright (Orange County, 16 giugno 1988 – Nuevo León, 27 novembre 2019) è stato un alpinista statunitense.
È conosciuto soprattutto per le sue imprese nell'ambito dell'arrampicata in free solo.

## Biografia
Brad Gobright nacque a Orange County, in California e iniziò ad arrampicare quando aveva solo sei anni. Nel 2009, abbandonò  il college per dedicarsi completamente alla scalata: in quel periodo faceva lavori occasionali durante l'inverno e arrampicava durante il resto dell'anno.
Brad Gobright, assieme al suo amico e scalatore Mason Earle, ha effettuato la prima salita in libera della via The Heart Route su El Capitan nel Parco Nazionale di Yosemite nel 2015. Un anno dopo, nel 2016, lui e Scott Bennett hanno scalato tre vie su El Capitan in 24 ore: Zodiac, The Nose e Lurking Fear.  Nel 2017, con Jim Reynolds ha stabilito uno dei migliori record di velocità sempre su The Nose, con un tempo registrato di due ore 19 minuti e 44 secondi. Con Alex Honnold nel giugno 2019, ha effettuato la seconda salita in libera di El Niño su El Capitan in sole quattordici ore e mezza.
Il 27 novembre 2019, Gobright è morto cadendo per circa 300 metri sulla via El Sendero Luminoso su El Potrero Chico a Nuevo León, in Messico. L'incidente è avvenuto durante la discesa in doppia dalla parete di El Sendero Luminoso con il suo compagno Aidan Jacobson, dopo che i due avevano completato una rapida salita della parete. Jacobson è caduto per una distanza minore di Gobright ed è sopravvissuto, pur riportando alcune ferite. È stato riferito che i due alpinisti stavano effettuando la discesa con una tecnica chiamata simul-rappeling, nella quale i cui due arrampicatori si calano contemporaneamente su una delle due corde (o ognuno su un capo se si utilizza una corda singola), con i loro corpi che fungono da contrappeso l'uno per l'altro.

## Filmografia
- Safety Third (2017) [12] - Clip inserita all'interno di Reel Rock 12, collezione annuale di documentari di montagna della Sender Films: il filmato di 27 minuti mostra le salite trad e free solo di Gobright, inclusa la sua ascesa in free solo di Hairstyles and Attitudes (5.12b/c), Eldorado Canyon, Colorado.
- Two Nineteen Forty Four (2017) [13] - Il film di 8 minuti mostra il record di velocità di 2 ore, 19 minuti e 44 secondi di Brad Gobright e Jim Reynolds nell'ottobre 2017 su The Nose, una via su El Capitan nello Yosemite, in California.
- The Nose Speed Record (2019) [14] - Presentato all'interno di Reel Rock 14, il documentario di 63 minuti presenta il tentativo riuscito da parte di Alex Honnold e Tommy Caldwell di battere il record di velocità allora detenuto da Brad Gobright e Jim Reynolds sulla via The Nose su El Capitan. Il precedente record di velocità di Brad Gobright e Jim Reynolds era di 2 ore, 19 minuti e 44 secondi. Il nuovo record di velocità stabilito da Honnold e Caldwell è stato di 1 ora, 58 minuti e 7 secondi. Il documentario mostra i filmati delle salite di entrambi i team, e la loro amichevole rivalità.

## Ascensione notevoli
- 2015, The Heart Route (VI 5.13b) El Capitan, Yosemite, USA - Prima salita in libera per Brad Gobright e Mason Earle il 19 giugno 2015.[15]
- 2015, Hairstyles and Attitudes (5.12c) nell'Eldorado Canyon, Colorado, USA - Prima salita in solitaria di Brad Gobright nel novembre 2015.[4]
- 2017, The Nose (VI 5.8 A2) El Capitan, Yosemite, USA - Record di velocità di 2 ore, 19 minuti e 44 secondi stabilito da Brad Gobright e Jim Reynolds nell'ottobre 2017.[16]
- 2019, Golden Gate (VI 5.13), Muir Wall passando perThe Shaft, El Nino passando per Pineapple Express, El Capitan, Yosemite, USA. (salita in 16,5 ore di scalata continua). All'inizio della primavera dello stesso anno, Gobright ha arrampicato in libera Muir Wall passando per la The Shaft ed El Nino tramite Pineapple Express.[17]